# Torsten Brost
Torsten "Putte" Brost, född 21 mars 1911 i Malmö, död 15 mars 1965, var en svensk fotbollsspelare.
Brost representerade IFK Malmö mellan 1929 och 1943, med undantag för säsongen 1933/1934, då han spelade för rivalerna Malmö FF. Han spelade en B-landskamp för Sverige 1932. Hans äldre bror, Heinrich Brost, var också fotbollsspelare i IFK Malmö.